# Родионово (Волоколамский район)
Родионово — деревня в Волоколамском районе Московской области России.
Относится к Теряевскому сельскому поселению, до муниципальной реформы 2006 года относилась к Теряевскому сельскому округу. Население — 2 чел. (2010).

## География
Деревня Родионово расположена на левом берегу реки Локнаш (бассейн Иваньковского водохранилища), примерно в 18 км к северо-востоку от города Волоколамска. Ближайшие населённые пункты — деревни Высоково, Чащь, Фадеево и село Теряево. Связана автобусным сообщением с райцентром.

## Население
| 1852 | 1859 | 1890 | 1899 | 1926 | 2002 |
| ---- | ---- | ---- | ---- | ---- | ---- |
| 156  | ↘153 | ↗210 | ↘197 | ↘194 | ↘2   |
| 2006 | 2010 |      |      |      |      |
| ↗3   | ↘2   |      |      |      |      |

## История
В «Списке населённых мест» 1862 года Родионова — казённая деревня 1-го стана Клинского уезда Московской губернии по правую сторону Волоколамского тракта, в 45 верстах от уездного города, при реке Локноше, с 24 дворами и 153 жителями (70 мужчин, 83 женщины).
По данным на 1890 год входила в состав Калеевской волости Клинского уезда, число душ составляло 210 человек.
В 1913 году — 30 дворов и 3 бумаго-ткацких фабрики.
В 1917 году Калеевская волость была передана в Волоколамский уезд.
По материалам Всесоюзной переписи населения 1926 года — деревня Высоковского сельсовета Калеевской волости, проживало 194 жителя (93 мужчины, 101 женщина), насчитывалось 35 хозяйств, имелась школа.
С 1929 года — населённый пункт в составе Волоколамского района Московской области.